# Список умерших в 532 году

## Январь
- Флавий Гипатий, византийский военачальник, консул 500 года; во время восстания «Ника» был провозглашён императором.

## Март
- 3 марта — Гвеноле, бретонский монах, основатель и настоятель монастыря Ландевеннек, католический святой.

## Октябрь
- 17 октября — Бонифаций II, Папа Римский (530—532).

## Декабрь
- 5 декабря — Савва Освященный, христианский святой, авва, создатель Иерусалимского устава, используемого в Православных церквях.

## Дата смерти неизвестна или требует уточнения
- Гунтека, супруга двух королей франков — Хлодомира и Хлотаря I.
- Иудул из Ландевеннека, один из бретонских святых, официально не признанных католической церковью.
- Тулуин, остготский военачальник и государственный деятель.
- Экклезий Равеннский, епископ Равеннский (521—532), католический святой.